# Virtual Laboratory
Das Onlineprojekt Virtual Laboratory. Essays and Resources on the Experimentalization of Life, 1830–1930 des Max-Planck-Instituts für Wissenschaftsgeschichte beschäftigt sich mit der Geschichte der Experimentalisierung des Lebens. Unter Experimentalisierung wird hier die Interaktion zwischen Lebenswissenschaften, Künsten, Architektur, Massenmedien und Technologie unter dem Dispositiv des Experimentellen von ca. 1830 bis 1930 verstanden. Das Virtual Laboratory ist eine Plattform, die historische Arbeiten zu diesem Thema präsentiert, aber auch als Arbeitsumgebung für die Durchführung neuer Studien funktioniert.

## Geschichte
Im Jahr 1997 wurde die erste Version des Virtual Laboratory unter dem Namen Virtual Laboratory of Physiology vorgestellt. Zu diesem Zeitpunkt stand die Idee im Vordergrund, die Entwicklung der technischen Bedingungen physiologischer Forschung im 19. Jahrhundert darzustellen. Zu diesem Zweck wurde bereits eine Datenbank mit Texten und Bildern zum Thema angelegt. Nach mehreren Umbauten entstand 1998 das heute verwendete Grundkonzept des Virtual Laboratory, das nun nicht mehr alleine auf die Physiologie, sondern auf die Lebenswissenschaften, Kunst und Literatur ausgerichtet war. Ein Jahr später, 1999, wurde das Virtual Laboratory in Form einer CD-ROM veröffentlicht. Hier fand sich erstmals neben dem Quellenmaterial auch eine elektronische Plattform für historiographische Arbeiten. Das Projekt wurde auf der Konferenz Using the World Wide Web for Historical Research in Science and Technology der Alfred P. Sloan Foundation an der Stanford University präsentiert. Im Jahr 2000 wurde das Virtual Laboratory Teil des von der Volkswagenstiftung geförderten Forschungsprojekts The Experimentalization of Life. Daneben fand eine weitere Präsentation auf der Konferenz Virtual Research? The Impact of New Technologies on Scientific Practices an der ETH Zürich statt. Nachdem das Virtual Laboratory 2001 mit Virtual Laboratory. Essays and Resources on the Experimentalization of Life, 1830–1930 seinen endgültigen Titel erhalten hatte, ging im Jahr 2002 die erste Version online. Seit 2008 hat das Virtual Laboratory mit der ISSN 1866-4784 den Status einer Zeitschrift.

## Aufbau
Das Virtual Laboratory ist in zwei Teile gegliedert. Das Archiv umfasst eine große Anzahl digitalisierter Texte und Bilder zum Thema und Datenblätter, die aus diesem Bestand erstellt wurden. Das Labor besteht aus historiographischen Texten zur Experimentalisierung des Lebens und aus einer Arbeitsumgebung, die neue Möglichkeiten eröffnen soll, um Geschichte zu schreiben.
Die Internetseite des Virtual Laboratory ist in 8 Sektionen unterteilt:
- Essays: hier finden sich die historiographischen Aufsätze, die ihrerseits mit dem Quellenbestand des Archivs verknüpft sind.
- Experiments: diese Sektion enthält Datenblätter zu klassischen Experimenten aus den Lebenswissenschaften des 19. Jahrhunderts, mit denen z. B. Blutkreislauf, Muskelkontraktion, Nervenleitung und Reaktionszeit untersucht wurden.
- Technology: hier findet sich der technische Teil der Experimentalisierung, also die Instrumente
- Objects: dieser Bereich widmet sich den Objekten der Experimente, also Lebewesen, v. a. Tieren.
- Sites: diese Sektion thematisiert die Orte der Experimentalisierung, also Institutionen, an denen experimentell gearbeitet wurde.
- People: hier finden sich Kurzbiographien zu den Protagonisten der Experimentalisierung
- Concepts: diese Sektion ist Konzepten wie Reflex, Funktion und Bewusstsein und ihrer Geschichte gewidmet.
- Library: die Library-Sektion ist das Herzstück des Virtual Laboratories. Hier finden sich neben digitalisierten Büchern, Zeitschriften und Instrumentenkatalogen auch Manuskripte, Audiodateien und Ausschnitte von Filmen. Die Texte der Bestände der Library werden derzeit mit OCR-Software bearbeitet und sind zum Teil schon per Volltextsuche durchsuchbar.

Alle Materialien können als PDF-Dateien heruntergeladen werden.
Neben diesen thematischen Kategorien bieten Tools und myLab die Möglichkeiten, das Virtual Laboratory als Arbeitsplattform zu nutzen. Eigene Sammlungen aus den Beständen des Virtual Laboratory können angelegt, bearbeitet und mit anderen Nutzern geteilt werden.